# Aufstand des Maysara
Der Aufstand des Maysara war ein Berberaufstand gegen die arabische Herrschaft in den Jahren 740–742.
Nach der Unterwerfung des Maghreb durch die Muslime unter Hassan ibn an-Numan und Musa ibn Nusayr (700–710) traten die Berber schnell zum Islam über und nahmen schon 711 an der Eroberung des Reichs der Westgoten in Spanien teil. Allerdings verweigerten die arabischen Muslime, die die Führungspositionen in Verwaltung und Militär besetzten, den islamisierten Berbern die Gleichstellung und die Beteiligung an der Macht.
So kam es schon 739 zum Aufstand der Berber gegen die arabische Vorherrschaft. Führer wurde Maysara al-Matghari, der die Vereinigung der Miknasa-, Bargawata- und der Magrawastämme erreichte. Die Aufständischen wandten sich zu großen Teilen dem charidschitischen Islam zu, der ihren Status als Muslime besser anzuerkennen schien als der sunnitische Islam der arabischen Führungsschicht.
Die Berber unter Maysara eroberten Tanger und besiegten ein Heer, welches aus Andalusien nach Marokko übergesetzt war. In der Folgezeit nahm Maysara den Kalifentitel an, wurde aber bald wegen Überheblichkeit abgesetzt und ermordet.
Trotz der Ermordung des Maysara waren die Aufständischen weiter erfolgreich und besiegten 740 ein Heer des Kalifen in der Schlacht am Sabu („Schlacht der Edlen“). Auch ein neues verstärktes Heer (angeblich 70.000 Mann) wurde von den Berbern am Sabu vernichtend geschlagen und zum Rückzug nach Andalusien gezwungen. Erst nach zwei Niederlagen der Berber vor Kairouan konnte der Aufstand von den Arabern niedergeschlagen werden.
Dennoch war die direkte Verwaltung des Kalifats über die Berber im Maghreb schwer erschüttert und teilweise zusammengebrochen. Schon 749 bildete sich an der Atlantikküste das Reich der Bargawata und 757 gründeten Miknasa-Berber das Emirat Sidschilmasa. Spätestens mit der Reichsgründung des Reichs der Idrisiden hatte das Kalifat seine Kontrolle über Marokko verloren.